# Mała Odessa
Mała Odessa – amerykański dramat kryminalny z 1994 roku, w reżyserii Jamesa Graya.
Mała Odessa jest pełnometrażowym debiutem Graya, mającego wówczas 25 lat. Film zdobył Srebrnego Lwa na Międzynarodowym Festiwalu Filmowym w Wenecji.

## Główne role
- Tim Roth jako Joshua Shapira
- Edward Furlong jako Reuben Shapira
- Moira Kelly jako Alla Shustervich
- Vanessa Redgrave jako Irina Shapira
- Paul Guilfoyle jako Boris Volkoff

## Opis fabuły
Joshua (Roth) po latach wraca do dzielnicy, w której się wychowywał – jego matka (Redgrave) jest umierająca. Tak naprawdę ma jednak inny cel. Pracuje jako zabójca na zlecenie rosyjskiej mafii i ma wykonać wyrok. Sprawy się jednak skomplikują, kiedy spotka ojca i dziewczynę, którą kiedyś kochał. Spokoju nie da mu także młodszy brat (Furlong). Shapirowie są emigrantami ze Związku Radzieckiego, w Stanach nastąpił stopniowy rozpad rodziny.